# Rockall (zone)
Pour le rocher, voir Rockall.
La zone Rockall est une zone de météorologie marine des bulletins larges de Météo-France située au large du nord-ouest de l'Irlande. Elle s'étend de 53°30'N à 50° à et de 10°W à 15°W. Elle est bordée par les zones de :
- Bailey au nord
- Hébrides au nord-est
- Malin à l'est
- Shannon au sud

Elle doit son nom au rocher de Rockall qui se trouve dans ces parages.